# Italochrysa bimaculata
Italochrysa bimaculata là một loài côn trùng trong họ Chrysopidae thuộc bộ Neuroptera. Loài này được Hölzel miêu tả năm 1980.